# حجة الرغبة
حجة الرغبة هي حجة لوجود الله و/أو الحياة الآخرة السماوية. أشهر المدافعين عن الحجة هو الكاتب المسيحي سي. إس. لويس. لفترة وجيزة تقريبًا، تنص الحجة على أن رغبة البشر الطبيعية في السعادة الأبدية يجب أن تكون قابلة للتحقق، لأن جميع الرغبات الطبيعية قابلة للتحقق. تم تقديم صيغ من الحجة منذ العصور الوسطى، وما زال لهذه الحجة مدافعين عنها اليوم، مثل الفيلسوف بيتر كريفت  والعالم فرانسيس كولينز.

## الأشكال القديمة للحجة
كانت إصدارات الحجة من الرغبة شائعة خلال العصور الوسطى وعصر النهضة. إليكم كيف يوضح الأكويني الحجة:
| حجة الرغبة | من المستحيل أن لا تتحقق الرغبة الطبيعية، لأن" الطبيعة لا تفعل شيئًا عبثًا". ولذلك فالرغبة الطبيعية للإنسان سدى إذا لم يكن من الممكن الوفاء بها. لذلك ، رغبة الإنسان الطبيعية قادرة على الوفاء ، ولكن ليس في هذه الحياة الدنيا...لذلك فيجب أن تتحقق بعد هذه الحياة. وتأتي سعادة الإنسان المطلقة بعد هذه الحياة." | حجة الرغبة |

في هذا النموذج، تعتمد الحجة بشكل أساسي على القول المأثور الأرسطي بأن «الطبيعة لا تفعل شيئًا دون جدوى».

## نسخة لويس للحجة
وأبرز المدافعين عن حجة الرغبة هو المدافع المسيحي المعروف س. س. لويس (1898 - 1963). يقدم لويس أشكالًا مختلفة قليلاً من الحجة في أعمال مثل «المسيحية المجردة» 1952، وعودة الحاج The Pilgrim's Regress و«أدهشني الفرح» و«وزن المجد». على عكس صيغة الحجة في العصور الوسطى لا يروق لويس وجود الرغبة العامة دائمة الوجود من أجل السعادة الأبدية بل الرغبة لنوع معين من الشوق الروحي المتحمس والأسرع الذي يسميه «الفرح joy».
يستخدم لويس مصطلح «الفرح» بمعنى خاص للإشارة إلى نوع معين من الرغبة أو الشوق أو الاستجابة العاطفية التي يفترض أنها ستكون مألوفة لمعظم قراءه على الأقل. الفرح هو شكل من أشكال الرغبة لكنه فريد من نوعه. تعتبر تجارب الفرح عبارة عن «مخاضات» موجزة ومكثفة ومثيرة من الحنين إلى الشوق المرغوب فيه بشدة ومؤلم بشكل فوري. رغم أن الفرح هو شكل من أشكال الرغبة، إلا أنه يختلف عن جميع الرغبات الأخرى من ناحيتين.
- أولاً أن الرغبات الأخرى «لا تُشعر بالملذات إلا إذا كان المتوقع ينتظر في المستقبل القريب»، أما مع الفرح فهو «مجرد الرغبة في الشعور بالبهجة إلى حد ما». والفرح بذلك «يتخطى الفروق العادية بين الرغبة والحصول عليها. إن الحصول عليه هو بالتعريف رغبة، فأن نرغب فيه هو أن نحصل عليه».[6]
- ثانياً يختلف الفرح عن جميع الرغبات الأخرى في غموض أو مراوغة هدفه (أغراضه). مع الفرح ليس من الواضح بالضبط ما هو المطلوب، وهناك خيوط زائفة شائعة. يفترض الكثيرون، عن طريق الخطأ، أن الفرح هو رغبة في تحقيق رضا دنيوي معين (الجنس، التجربة الجمالية، إلخ). لكن لويس يقول إن كل هذا الرضا كان «فلوريملز مزيفة»، وهي صور وهمية للشمع تذوب أمام أعينها وتفشل دائمًا في تقديم الرضا الذي يبدو أنها تعد به. هذه هي الميزة الفريدة الثانية للفرح - حقيقة أنها رغبة غير محددة إلى حد ما لا يمكن أن تبدو راضية عن أي سعادة طبيعية يمكن بلوغها في هذا العالم - والتي توفر محور حجة لويس من الرغبة.

كما يجادل جون بيفيرسلويس، يبدو أن لويس يقدم كلًا من الإصدارات الاستنتاجية والاستقلالية للحجة من الرغبة. يبدو أن لويس يجادل بشكل استنتاجي في «عودة الحاج»، على النحو التالي:
1. لا تجعل الطبيعة شيئًا (أو على الأقل لا رغبة بشرية طبيعية) عبثا.
2. البشر لديهم رغبة طبيعية (الفرح) ستكون دون جدوى ما لم يكن من الممكن الحصول على بعض الأشياء التي لم تُعطِ بالكامل أبدًا في وضعي الحالي للوجود مني في وضع ما في المستقبل.
3. لذلك، يجب أن يكون الهدف من هذه الرغبة الطبيعية الباطلة موجودًا ويمكن الحصول عليه في وضع ما في المستقبل.[8]

ومع ذلك، في مكان آخر، يستخدم لويس مصطلحات حذرة مثل «محتمل» تشير إلى أنه ينبغي فهم الحجة بشكل استقرائي. يكتب، على سبيل المثال:
«المخلوقات لا تولد برغبات ما لم يكن هناك رضا عن هذه الرغبات. يشعر الطفل بالجوع: حسنًا، يوجد شيء مثل الطعام. البطة تريد السباحة: فإذا يوجد شيء مثل الماء. يشعر الرجال بالرغبة الجنسية: فإذا يوجد شيء مثل الجنس. إذا وجدت في نفسي رغبة لا يمكن أن تلبيها أي تجربة في هذا العالم، فإن التفسير الأكثر احتمالًا هو أنني صنعت لعالم آخر.»
«لا نزال ندرك الرغبة التي لا ترضيها السعادة الطبيعية. ولكن هل هناك أي سبب لنفترض أن الواقع سيحققها؟ . . . الجوع الجسدي للرجل لا يثبت أن هذا الرجل سيحصل على أي خبز؛ قد يموت على طوف في المحيط الأطلسي. لكن من المؤكد أن جوع الرجل يثبت أنه يأتي من سباق يصلح جسده عن طريق الأكل ويسكن عالما توجد فيه مواد قابلة للأكل. بنفس الطريقة، على الرغم من أنني لا أصدق. . . أن رغبتي في الجنة تثبت أنني سأستمتع بها، وأعتقد أنها إشارة جيدة إلى أن مثل هذا الشيء موجود وأن بعض الرجال سوف».
يمكن ذكر النسخة الاستقرائية لحجة لويس من الرغبة على النحو التالي:
1. لدى البشر بطبيعة الحال الرغبة في السمو.
2. معظم الرغبات الطبيعية هي أن هناك بعض الأشياء القادرة على إشباعها.
3. لذلك، ربما هناك شيء متعال.[11]

## المتغيرات الحديثة
صاغ الفيلسوف الكاثوليكي بيتر كريفت حجة الرغبة على النحو التالي:
1. كل رغبة طبيعية فطرية فينا تتوافق مع بعض الأشياء الحقيقية التي يمكن أن تلبي تلك الرغبة.
2. ولكن توجد فينا رغبة لا يمكن أن تلبيها في الزمن، ولا شيء على الأرض، ولا مخلوق.
3. فيجب أن يكون هناك شيء أكثر من الزمن والأرض والمخلوقات، يمكنه أن يلبي هذه الرغبة.

جادل بالمثل مع كل من لويس وأكويناس في صياغته، وكذلك الإجابة على مجموعة من الاعتراضات. الأول هو ما إذا كانت الحجة تطرح السؤال - الذي ينص على أن العكس صحيح. والثاني هو مسألة ما إذا كان لدى الجميع مثل هذه الرغبة - التي يجادل منها بأن الجميع يفعلون، على الرغم من أن الكثيرين ينكرون هذه الحاجة. والثالث من ذلك هو ما إذا كانت الحجة هي مجرد إعادة صياغة، والذي يرد عليه بأن الاثنين مفصولان بالبيانات والحقائق الملاحظة.
وقد جادل الفيلسوف الكاثوليكي ودارس الأكويني إدوارد فيسير أن الحجة من رغبة فعالة، ولكن تعتمد على العديد من المعتقدات الأخرى التي تتطلب البراهين، على أن تعطى قبل أن يمكن أن يعمل بمثابة حجة مقنعة. يعتقد فيسير بالتالي أنه أقل استخدامًا لإقناع الناس من الحجج الأخرى. 

## الانتقادات
يزعم منتقدو حجة لويس من الرغبة، مثل جون بيفيرلويس وغريغوري باشام، أنه لم تنجح الأشكال الاستنتاجية أو الاستقلالية للحجة. من بين الأسئلة التي يثيرها النقاد:
- هل الفرح كما يصفه لويس («مخاض»، «طعنة» «ترفرف في الحجاب الحاجز» وما إلى ذلك)، يتم وصفه على نحو أكثر ملاءمة على أنه عاطفة وليس كنوع من الرغبة؟
- إذا كان الفرح هو رغبة، هل هي رغبة طبيعية بالمعنى ذي الصلة؟ (هل هو فطري وعام، على سبيل المثال، مثل الرغبات البيولوجية يستشهد لويس؟)
- هل الفرح (بمعنى التوق الروحي للمتسامي) يشبه إلى حد بعيد أنواع الرغبات الفطرية والبيولوجية التي ذكرها لويس (الرغبات في الغذاء والجنس، على سبيل المثال)؟ أم أن الحجة تعتمد على تشبيه ضعيف؟
- هل نعرف، أو لدينا سبب وجيه للاعتقاد، أن جميع الرغبات الطبيعية لديها إرضاء محتمل؟ هل هذا الادعاء الأرسطوي ما زال مقبولاً في ضوء النظرية التطورية الحديثة؟ ألا يرغب البشر بشكل طبيعي في العديد من الأشياء التي لا يبدو أنها قابلة للتحقيق (على سبيل المثال، امتلاك قوى خارقة أو سحرية، معرفة المستقبل، البقاء شابًا وأن لا يتأثر بتأثيرات مرور الزمن، وما إلى ذلك)؟ هل الرغبة الطبيعية في السعادة الكاملة والأبدية أشبه بالرغبات الخيالية، أو أشبه بالرغبات البيولوجية الفطرية التي ذكرها لويس؟

## قراءات لاحقة
- باشام، جريجوري، أد. علوم الدفاع عن المسيحية المسيحية لويس: الموالية والخداع . ليدن: بريل رودوبي، 2015.
- بيفرسلويس، جون. CS لويس والبحث عن العقل الرشيد ، طبعة منقحة. أمهيرست، نيويورك: كتب بروميثيوس، 2007.
- هولير، روبرت. "The Argument from Desire"، الإيمان والفلسفة ، 5 (1)، 1988، الصفحات 61-71.
- حياة، دوغلاس تي. «الفرح، نداء الله في الإنسان: تقييم نقدي لجدل لويس من الرغبة». في CS Lewis: Lightbearer in the Shadowlands . حرره Angus JL Menuge. Wheaton، IL: Crossway Books، 1997): 305-28.
- كريفت، بيتر. «حجة الرغبة عند لويس». في Michael H. Macdonald and Andrew A. Tadie (eds.)، The Riddle of Joy: GK Chesterton and CS Lewis . Grand Rapids، MI، Eerdmans، 1989: 270-71.
- Puckett، Jr. Joe، The Apologetics of Joy: Case for the Existence of God from CS Lewis's argument from Desire . يوجين، OR: Wipf and Stock ، 2012.
- Smilde ، ارند. «الأشياء الرهيبة الحمراء: نظرة جديدة على» حجة لويس من الرغبة «وما بعدها.» The Journal of Inkling Studies 4: 1 (2014): 35-92.
- ويلنبرغ، إريك ج. الله والوصول إلى السبب: سي إس لويس، ديفيد هيوم، وبرتراند راسل . نيويورك: مطبعة جامعة كامبريدج
- ويليامز، بيتر إس. إس. لويس ضد الملحدين الجدد. ميلتون كينز، المملكة المتحدة، 2013.

## وصلات خارجية
- مقال ومحاضرة صوتية لبيتر كريفت عن الحجة من الرغبة
- Calvin Academic Philosophy